# اینار سالستین
اینار سالستین (فنلاندی: Einar Sahlstein; ۳۰ مهٔ ۱۸۸۷ – ۶ مارس ۱۹۳۶) ژیمناست اهل فنلاند بود.
وی در مسابقات کشوری و بین‌المللی در مجموع برندهٔ ۱ مدال برنز شده‌است.